# تاكاشي شينوهارا
تاكاشي شينوهارا هو سياسي ياباني، ولد في 17 يوليو 1948 في ناكانو في اليابان. حزبياً، نشط في الحزب الديمقراطي الياباني. في الانتخابات العامة اليابانية 2017، انتخب عضو مجلس النواب من اليابان عن دائرة Nagano 1st district ‏ وقد انضم خلال فترته النيابية ‏ (22 أكتوبر 2017 – ) للكتلة البرلمانية مستقل وانتخب عضو مجلس النواب من اليابان عن دائرة Nagano 1st district ‏ وقد انضم خلال فترته النيابية ‏ للكتلة البرلمانية الحزب الديمقراطي الياباني.

## وصلات خارجية
- الموقع الرسمي